# 视觉污染
视觉污染（英語：Visual pollution）是指在环境中存在过多杂乱、丑陋或不和谐的视觉元素，对人和动物的美学感受产生负面影响，降低了环境舒适度。之所以称之为“污染”，是因为这些视觉元素像环境污染物一样，对人或动物的感官和心理健康造成了负面影响。作为次要污染，这些还会与光污染或噪音污染等主要污染源的影响加剧，从而造成多层次的公共卫生问题。

## 常见类型
- 广告泛滥：过多的广告牌、LED屏幕等商业广告,尤其是尺寸巨大、色彩艳丽的广告，会扰乱正常的视觉环境。
- 乱搭乱建：缺乏规划协调的城市建设导致建筑风格杂乱、体量失调，破坏了城市的整体形象。
- 电线错杂：密集的电线、电缆和杆件织成"蜘蛛网"，影响城市面貌。
- 垃圾乱堆放：生活垃圾、建筑垃圾随意堆放，不仅影响环境卫生，还产生视觉污染。
- 公共设施缺失：缺乏绿化、公共艺术等城市美化设施，或设施维护不善，也会造成视觉污染。